# Made in Germany 1995–2011
Made in Germany 1995-2011 este cel mai mare album al trupei germane, Rammstein. Albumul a fost lansat în decembrie 2011. 
Acesta conține 15 piese lansate anterior, precum și o melodie nouă "Mein Land". Toate piesele mai vechi au fost remascate pentru lansare. Albumul conține șase coperți diferite, care descriu fiecare dintre măștile moarte ale membrilor trupei. Compilația este disponibilă în trei ediții diferite - ediția standard (1 × CD), ediția specială (2 × CD) și o ediție Super Deluxe (2 × CD + 3 × DVD).

## Personal
Rammstein
- Till Lindemann – vocal
- Richard Z. Kruspe – chitară, sprijin vocal
- Paul Landers – chitară ritmică, sprijin vocal
- Oliver Riedel – chitară bas
- Christoph Schneider – baterie, percuție
- Christian Lorenz – claviatură, eșantioane

Personal suplimentar
- Bobo – vocalist suplimentar pe melodia "Engel"
- Sven Helbig – aranjamente corale (melodia 4)
- Dresdner Kammerchor – cor (melodiile 4 și 13), realizat de Andreas Pabst
- Olsen Involtini – aranjamente șir (melodiile 8, 9 și 15)
- Bärbel Bühler – oboi (melodia 15)
- Köpenicker Zupforchester – mandolină (melodia 15)

## Lista cântecelor
| Nr.             | Titlu               | Lungime |  |
| 1.              | „Engel”             | 4:23    |  |
| 2.              | „Links 2-3-4”       | 3:40    |  |
| 3.              | „Keine Lust”        | 3:42    |  |
| 4.              | „Mein Teil”         | 4:38    |  |
| 5.              | „Du Hast”           | 3:54    |  |
| 6.              | „Du riechst so gut” | 4:32    |  |
| 7.              | „Ich will”          | 3:39    |  |
| 8.              | „Mein Herz Brennt”  | 4:41    |  |
| 9.              | „Mutter”            | 4:31    |  |
| 10.             | „Pussy”             | 3:58    |  |
| 11.             | „Rosenrot”          |         |  |
| 12.             | „Haifisch”          |         |  |
| 13.             | „Amerika”           |         |  |
| 14.             | „Sonne”             |         |  |
| 15.             | „Ohne dich”         |         |  |
| 16.             | „Mein Land”         |         |  |
| Lungime totală: | Lungime totală:     | 65:30   |  |